# シニグリン
シニグリン (sinigrin) は、アブラナ科の植物、特にメキャベツ、ブロッコリー、ホースラディッシュ、クロガラシ等に多く含まれる配糖体である。グルコシノレート（カラシ油配糖体）の代表的なものの一つ。

## 概要
- 天然にはカリウム塩の形で存在する。
- シロガラシの辛味成分であるシナルビンと類似の構造を持つ。
- すりおろすなどして酸素[要出典]と触れると、ミロシナーゼの作用でグルコースと硫酸水素カリウムが遊離し、アリルイソチオシアネートを生じる。これはワサビやカラシの辛味成分である。
- モンシロチョウの幼虫は、シニグリンに誘引されてアブラナ科の植物の葉を食べることが知られている。
- 人体に対しては、消化促進作用や利尿作用がある。
- またガン細胞へのアポトーシス誘導作用が発見され、期待されている。